# Moulègre
Der Moulègre ist ein Fluss in Frankreich, der im Département Cantal in der Region Auvergne-Rhône-Alpes verläuft. Er entspringt am westlichen Ortsrand von Roumégoux, entwässert generell Richtung Südsüdost und mündet nach rund 20 Kilometern im Gemeindegebiet von Boisset als rechter Nebenfluss in die Rance. In seinem Mittelteil und Unterlauf wird der Moulègre von der Bahnstrecke Figeac–Arvant begleitet.

## Orte am Fluss
(Reihenfolge in Fließrichtung)
- Roumégoux
- Le Rouget, Gemeinde Le Rouget-Pers
- Laveissière Basse, Gemeinde Saint-Mamet-la-Salvetat
- Cayrols
- Boisset
- Entraygues, Gemeinde Boisset